# 캐스퍼 와인버거
캐스퍼 윌러드 와인버거(영어: Caspar Willard Weinberger, 1917년 8월 18일 ~ 2006년 3월 28일)는 미국의 정치인이자 사업가이다. 저명한 공화당원으로서, 그는 1962년부터 1968년까지 캘리포니아 공화당의 의장을 포함하여 30년 동안 다양한 주 및 연방 직책에서 근무했다. 가장 주목할 만한 것은 그가 1981년부터 1987년까지 로널드 레이건 대통령 밑에서 국방부 장관을 지냈다는 것이다.
와인버거는 캘리포니아주 샌프란시스코에서 태어났다. 그는 제2차 세계 대전의 태평양 전역에서 제41보병사단에서 복무했다. 와인버거는 1953년부터 1959년까지 캘리포니아 주 하원의원을 지냈으며, 리처드 닉슨 대통령과 제럴드 포드 대통령 밑에서 연방거래위원회 의장과 예산국 국장을 지냈다. 민간 부문의 사업가로서, 그는 나중에 벡텔의 부사장 겸 고문이 되었고, 나중에는 《포브스》의 회장이 되었다.
와인버거의 국방장관 재임 기간은 국무부와 반대하는 소련에 대한 강경 노선으로 특징지어졌다. 그는 전략방위구상을 추진했다. 그는 이란-콘트라 사건의 일환으로 의회에 거짓말을 하고 정부 조사를 방해한 혐의로 기소되었지만 재판으로 가기 전에 사면되었다. 와인버거는 1987년 대통령 자유 훈장과 엘리자베스 2세 여왕으로부터 명예 영국 기사 작위를 받았다.

## 사생활
1942년 와인버거는 1918년 3월 29일 메인주 밀퍼드에서 태어난 레베카 제인 달튼과 결혼했다. 제2차 세계 대전 당시 육군 간호사였으며, 이후 작가이자 출판인이었던 그녀는 "그녀가 아동 도서를 집필하고 출판하기 전에 3번의 공화당 행정부 동안 그녀의 남편을 정치에 속였고 충성스러운 워싱턴의 충실한 아내였다. 2009년 7월 12일, 제인 와인버거는 91세의 나이로 메인주 바하버에서 뇌졸중으로 사망했다. 부부는 딸 알린 와인버거와 아들 캐스퍼 윌라드 와인버거 주니어를 두었다.

### 사망
메인주 마운트데저트 아일랜드에 거주하는 동안 와인버거는 88세의 나이로 메인주 뱅고어의 이스턴 메인 메디컬 센터에서 폐렴 합병증으로 사망했다. 그는 그의 아내와 그들의 두 아이들, 그리고 몇몇 손자들에 의해 살아남았다.
그는 2006년 4월 4일 알링턴 국립묘지의 30번 구역 835-1 묘역에 안장되었다.

## 같이 보기
- 연방거래위원회